# ميكي ديفين
ميكي ديفين (بالإنجليزية: Mickey Devine) هو لاعب كرة قاعدة أمريكي، ولد في 9 مايو 1892 في ألباني في الولايات المتحدة، وتوفي بنفس المكان في 1 أكتوبر 1937.

## وصلات خارجية
- ميكي ديفين على موقعبيزبول رفرنس.كوم (الدوري الرئيسي) (الإنجليزية)
- ميكي ديفين على موقعبيزبول رفرنس.كوم (الدوري الثانوي) (الإنجليزية)
- ميكي ديفين على موقع جمعية أبحاث البيسبول الأمريكية (الإنجليزية)
- ميكي ديفين على موقع مشجعي الرسوم البيانية (الإنجليزية)